# Dyckia pulquinensis
Dyckia pulquinensis är en gräsväxtart som beskrevs av Marx Carl Ludwig Ludewig Wittmack. Dyckia pulquinensis ingår i släktet Dyckia och familjen Bromeliaceae. Inga underarter finns listade i Catalogue of Life.